# Cafe Night & Day
Cafe Night & Day – kompilacja wydana w lutym 2013 r. przez My Music w formie digipacku zawierającego 2 płyty CD: pierwsza w klimacie chillout, druga to przegląd utworów muzyki alternatywnej. Album zadebiutował na 22. miejscu zestawienia OLiS.

## Lista utworów

### CD1: Night (Chillout Time)
1. Layla - "New Year"
2. Imany - "You Will Never Know"
3. Frank Ocean - "Thinking about You"
4. Sade - "Soldier of Love"
5. Y'akoto - "Without You"
6. Delilah - "Shades Of Grey"
7. Matilda - "When Something Ends"
8. We Trust - "Surrender"
9. Mikey Wax - "Fall for You"
10. Sandra van Nieuwland - "Venus"
11. Alicia Keys - "Un-thinkable ( I'm ready)"
12. Giovanca - "She Just Wants to Know"
13. Jill Scott - "Wondering Why (You Don't Talk to Me)"
14. Julie C - "Apple Tree"
15. Alain Clark - "Blow Me Away"
16. Chris Coco - "Word"
17. Bloom - "Back to the Heart"
18. Bruno Mars - "Talking to the Moon"
19. Mario Basanov (Feat. At) - "Like a Child"
20. Pysh & Żyski - "Pokój obok"

### CD 2: Day (Alternative Zone)
1. Deacon Blue - "The Hipsters"
2. Walk The Moon - "Tightrope"
3. Awolnation - "All I Need"
4. Michał Łanuszka - "Jeszcze, jeszcze"
5. Santigold - "The Keepers"
6. Dorota Miśkiewicz - "Tuńczyk"
7. Pati Yang - "Hold Your Horses"
8. Hurricane Dean - "Flat Random Noise"
9. Neo Retros - "A Legend of a Legend"
10. Grażyna Łobaszewska - "Już drogę znasz"
11. Peter J. Birch - "Too Far from the Train"
12. Agatha - "Before The Winter Comes"
13. Futures - "Karma Satellite"
14. Handsome Poets - "Sky on Fire"
15. Heathers - "Forget Me Knots"
16. Olivia Anna Livki - "Abby Abby!"
17. Gin Ga - "Dancer"
18. The National Fanfare Of Kadebostany - "Walking with a Ghost"
19. Hurt - "Najważniejszy jest wybuch (Rewolucja)"
20. Łąki Łan - "Lovelock"